# Ваттанапанит, Роджараг
Роджараг Ваттанапанит (род. 1967, Мэхонгсон) — тайская активистка за свободу слова и владелица книжного магазина. Она была соучредительницей организации Creating Awareness for Enhanced Democracy (сокращённо CAFÉ Democracy), основанной на её книжном магазине. Цель организации — содействие свободному обмену идеями. В 2016 году она получила Международную женскую премию за отвагу.

## Жизнь и активность
Ваттанапанит родом из Мэхонгсона. Окончила Пайапский университет в Чиангмае, Таиланд. У неё есть степень в области делового администрирования. Прежде чем заняться движением за свободу слова, она работала над сбором денег на сохранение лесов в неправительственной организации Community Forest Support Group.
В октябре 2011 года Ваттанапанит вместе с Пинкаью Луангарамри, антропологом из Чиангмайского университета, открыла книжный магазин Book Re: public. После тайского государственного переворота 2014 года новое правительство вынудило Book Re: public закрыться. Ваттанапанит неоднократно доставляли в военные лагеря (сначала армейский лагерь Кавила в Чиангмае, затем в Центральное командование армии), чтобы заставить её закрыть книжный магазин, и заставили подписать соглашение об отказе от политической деятельности в качестве предварительного условия для её освобождения.
Через год Ваттанапанит вновь открыла свой книжный, который также функционировал как форум для дискуссий и общественный центр.
В 2016 году Ваттанапанит получила Международную женскую премию за отвагу от Государственного департамента США, став первой тайкой, получившей эту награду.